# Ond
Ond fou un dels set caps tribals hongaresos que mobilitzaren el poble hongarès al segle x des d'Àsia fins a Europa.
Ond era cap de la tribu hongaresa dels Tarján i un dels set cap tribals hongaresos juntament amb Előd, Tas, Töhötöm, Huba, Kond, sota el comandament del Príncep Álmos.
La crònica medieval Gesta Hungarorum afirma que Ond era pare d'Ete. També que, quan els hongaresos arribaren a la conca dels Carpats, Ond es trobava entre els líders que es disposaren a ocupar-la. Després que Árpád mantingués una reunió amb els seus comandants, Ond envià una ambaixada al cabdill Salán que vivia en una regió de la conca. Els portadors d'aquella ambaixada foren Ond i Ketel, qui tornaren aviat davant d'Árpád portant-li regals enviats per Salán. Entre els regals hi havia terra, aigua i pells, cosa que significava simbòlicament que li estava obsequiant tot el territori sota el seu comandament.
Quan les tropes hongareses avançaren i ocuparen aquelles regions, Árpád atorgà a Ond els territoris des del riu Tisza fins al llac de Botva, i des del Körtvély fins a Alpár. Més endavant, Ete, el fill d'Ond, reuní molts eslovens i organitzant-los construí un castell sòlid entre la fortalesa d'Alpár i el camp de Bőd.